# Isla Entre Ríos
Isla Entre Ríos är en ö i Argentina.   Den ligger i provinsen Corrientes, i den nordöstra delen av landet, 800 km norr om huvudstaden Buenos Aires.
Trakten runt Isla Entre Ríos består huvudsakligen av våtmarker. Runt Isla Entre Ríos är det mycket glesbefolkat, med 3 invånare per kvadratkilometer.